# Xã Ord, Quận Valley, Nebraska
Xã Ord (tiếng Anh: Ord Township) là một xã thuộc quận Valley, tiểu bang Nebraska, Hoa Kỳ. Năm 2010, dân số của xã này là 2.487 người.